# Banco de la República de Transnistria
El Banco Republicano Transnistrio (en rumano: Banca Republicană Nistreană, en ruso: Приднестровский республиканский банк, en ucraniano: Придністровський Республіканський Банк) es el banco central de Transnistria. Emite su propia moneda, el rublo transnistrio y también una serie de  monedas de oro y plata conmemorativas. 
En octubre de 2006, el banco inauguró una nueva sede de 3720 m² en Tiráspol.

## Presidentes
- Vyatcheslav Zagryadsky (22 de diciembre de 1992 - 1995)
- Vitaly Kanysh, en funciones (1995)
- Vladimir Borisov, en funciones (1995-1997)
- Oleg Natakhin (1997 - 13 de abril de 1998)
- Eduard Kosovsky (13 de abril de 1998 - 2005)
- Aleksei Melnik, en funciones (2005)
- Eduard Kosovsky (2005 - 16 de julio de 2007)
- Aleksei Melnik, en funciones (16 de julio de 2007 - 23 de abril de 2008)
- Oxana Ionova (23 de abril de 2008 - 30 de diciembre de 2011)
- Olga Radulova, en funciones (30 de diciembre de 2011 - 1 de febrero de 2012)
- Eduard Kosovsky (1 de febrero de 2012 - 17 de diciembre de 2016)
- Vladislav Tidva (17 de diciembre de 2016 - actualidad)